# Eziolamento
L'eziolamento è un processo per il quale le piante Angiosperme subiscono alterazioni a causa dello squilibrio del rapporto luce-acqua (causa più comune è carenza di luce).
Tali piante, per la conseguente assenza di clorofilla, risultano di colore sbiadito giallastro (un sintomo noto come clorosi), con lo sviluppo di foglie più piccole. Inoltre, l'attività delle gibberelline - altra conseguenza della mancanza di luce - causa un allungamento del fusto in maniera anomala, che determina a sua volta l'aumentare della normale distanza tra gli internodi. Inoltre viene usata come pratica agronomica al fine di favorire l'emissione di radici avventizie. (Sansavini S. 2012)